# Casale di Sagina
Il Casale di Sagina è un casale storico di Bisceglie, in Puglia, situato su via Sant'Andrea a 6 km circa dal centro abitato.
Il toponimo deriva da saggina, una pianta da foraggio. In questo luogo nell'anno 1167 furono riesumati i resti dei santi Mauro, Sergio e Pantaleone. Lungo una via interna c'è un'edicola votiva contenente un sasso che reca l'impronta presunta di un bue, che secondo la tradizione pare fosse stata lasciata da uno dei buoi che trainavano il carro fino a Bisceglie, pertanto è stata denominata "pedata dei Santi". 